# Hendrik Arnoldus Aalfs
Hendrik Arnoldus Aalfs (Hoogemeeden, 14 oktober 1861 - Vrijhoeve-Capelle, 24 maart 1945) was een Nederlandse burgemeester.

## Leven en werk
Aalfs werd in 1861 te Hoogemeeden in de toenmalige gemeente Aduard geboren als zoon van de landbouwer Hendrik Aalfs en van Anje Smit. Van 1885 tot 1888 was hij secretaris van de toenmalige gemeente 's Grevelduin-Capelle. In 1888 werd hij benoemd tot burgemeester van de toenmalige gemeente Oldekerk in de provincie Groningen. Vier jaar later volgde hij – in 1892 – Ebbinge Wubben op als burgemeester van Vries. Het betekende het einde van een turbulente periode, waarin zijn voorganger na een aanvankelijke veroordeling door de rechtbank van Assen vanwege het vernietigen van een proces-verbaal in hoger beroep werd vrijgesproken. Eppinge Wubben diende zijn ontslag in en Aalfs werd in zijn plaats benoemd.
Aalfs ijverde tijdens zijn ambtsperiode voor de bouw van een nieuw gemeentehuis van Vries. In 1901 kreeg hij de steun van de gemeenteraad voor een nog dat jaar te bouwen gemeentehuis. Hij was in 1914 medeoprichter van de Vereniging van kleine stedelijke en plattelandsgemeenten in Nederland (VKSPN). Hij werd in 1914 gekozen tot voorzitter van de Nederlandse Bond van Gemeente-Ambtenaren. Ook was hij hoofdbestuurslid van de Vereniging van Nederlandse Gemeenten. In augustus 1921 werd hij benoemd tot Ridder in de Orde van Oranje-Nassau. Aalfs was gedurende 35 jaar burgemeester van Vries. Op zijn verzoek kreeg hij in maart 1927 eervol ontslag als burgemeester.
Aalfs trouwde op 2 juni 1890 te Capelle (Noord-Brabant) met Gerritdina Maria Vermeulen. Hij overleed in maart 1945 op 83-jarige leeftijd in het Brabantse Vrijhoeve-Capelle.